# ويلسنفيل
ويلسنفيل (بالإنجليزية: Wilsonville)‏ هي مدينة أمريكية تقع في ولاية ألاباما.تبلغ مساحة هذه المدينة 28.4 (كم²)،ويبلغ عدد سكانها 1551 نسمة حسب إحصاء سنة 2010 م.تشير الإحصاءات بأن الكثافة السكانية في هذه المدينة تقدر بـ(54.6) نسمة/كم2.

## التركيبة السكانية
حدّد مكتب تعداد الولايات المتحدة بيانات التركيبة السكانية لويلسنفيل في تعداد الولايات المتحدة. في ما يلي، التركيبة السكانية حسب تعدادي 2000 و2010.

### تعداد عام 2000
بلغ عدد سكان ويلسنفيل 1,551 نسمة بحسب تعداد عام 2000، وبلغ عدد الأسر 610 أسرة وعدد العائلات 486 عائلة مقيمة في البلدة. في حين سجلت الكثافة السكانية 55.9 نسمة لكل كيلومتر مربع (144.8/ميل2). وبلغ عدد الوحدات السكنية 699 وحدة بمتوسط كثافة قدره 25.2 لكل كيلومتر مربع (65.3/ميل2).
وتوزع التركيب العرقي للبلدة بنسبة 92.52% من البيض و5.22% من الأمريكيين الأفارقة و0.90% من الأمريكيين الأصليين و0.77% من الأمريكيين ذوي الأصول الآسيوية و0.26% من الأعراق الأخرى و0.32% من عرقين مختلطين أو أكثر و0.58% من الهسبانيون أو اللاتينيون من أي عرق.
بلغ عدد الأسر 610 أسرة كانت نسبة 34.4% منها لديها أطفال تحت سن الثامنة عشر تعيش معهم، وبلغت نسبة الأزواج القاطنين مع بعضهم البعض 66.9% من أصل المجموع الكلي للأسر، ونسبة 8.5% من الأسر كان لديها معيلات من الإناث دون وجود شريك، بينما كانت نسبة 4.3% من الأسر لديها معيلون من الذكور دون وجود شريكة وكانت نسبة 20.3% من غير العائلات. تألفت نسبة 18.2% من أصل جميع الأسر من عدة أفراد يعيشون في نفس المنزل ونسبة 8.7% كانت تتألف من شخص يعيش بمفرده يبلغ من العمر 65 عاماً أو أكثر. وبلغ متوسط حجم الأسرة المعيشية 2.54، أما متوسط حجم العائلات فبلغ 2.84.
بلغ العمر الوسطي للسكان 40.6 عاماً. وكانت نسبة 23.5% من القاطنين تحت سن الثامنة عشر، وكانت نسبة 6% بين الثامنة عشر والرابعة والعشرين عاماً، ونسبة 27.9% كانت واقعةً في الفئة العمرية ما بين الخامسة والعشرين والرابعة والأربعين عاماً، ونسبة 26.6% كانت ما بين الخامسة والأربعين والرابعة والستين، ونسبة 15.7% كانت ضمن فئة الخامسة والستين عاماً فما فوق. يوجد لكل 100 أنثى 97.6 ذكر، ويوجد لكل 100 أنثى في الثامنة عشر من عمرها فما فوق 95.4 ذكر.
بلغ متوسط دخل الأسرة في البلدة 42,105 دولارًا، أما متوسط دخل العائلة فبلغ 48,409 دولارًا. وكان متوسط دخل الذكور 40,263 دولارًا مقابل 25,598 دولارًا للإناث. وسجل دخل الفرد الخاص بالبلدة 21,112 دولارًا. وكانت نسبة 4.5% من العائلات ونسبة 7.4% من السكان تحت خط الفقر، وكان من هؤلاء نسبة 7.8% تحت سن الثامنة عشر ونسبة 5.8% في الخامسة والستين من العمر وما فوق.

### تعداد عام 2010
بلغ عدد سكان ويلسنفيل 1,827 نسمة بحسب تعداد عام 2010، وبلغ عدد الأسر 706 أسرة وعدد العائلات 539 عائلة مقيمة في البلدة. في حين سجلت الكثافة السكانية 65.8 نسمة لكل كيلومتر مربع (170.4/ميل2). وبلغ عدد الوحدات السكنية 822 وحدة بمتوسط كثافة قدره 29.6 لكل كيلومتر مربع (76.7/ميل2).
وتوزع التركيب العرقي للبلدة بنسبة 89.60% من البيض و7.17% من الأمريكيين الأفارقة و0.44% من الأمريكيين الأصليين و0.05% من الأمريكيين ذوي الأصول الآسيوية و1.81% من الأعراق الأخرى و0.93% من عرقين مختلطين أو أكثر و2.57% من الهسبانيون أو اللاتينيون من أي عرق.
بلغ عدد الأسر 706 أسرة كانت نسبة 31.9% منها لديها أطفال تحت سن الثامنة عشر تعيش معهم، وبلغت نسبة الأزواج القاطنين مع بعضهم البعض 62.6% من أصل المجموع الكلي للأسر، ونسبة 9.3% من الأسر كان لديها معيلات من الإناث دون وجود شريك، بينما كانت نسبة 4.4% من الأسر لديها معيلون من الذكور دون وجود شريكة وكانت نسبة 23.7% من غير العائلات. تألفت نسبة 21.4% من أصل جميع الأسر من عدة أفراد يعيشون في نفس المنزل ونسبة 10.2% كانت تتألف من شخص يعيش بمفرده يبلغ من العمر 65 عاماً أو أكثر. وبلغ متوسط حجم الأسرة المعيشية 2.59، أما متوسط حجم العائلات فبلغ 2.98.
بلغ العمر الوسطي للسكان 41.3 عاماً. وكانت نسبة 21.9% من القاطنين تحت سن الثامنة عشر، وكانت نسبة 7.7% بين الثامنة عشر والرابعة والعشرين عاماً، ونسبة 24.5% كانت واقعةً في الفئة العمرية ما بين الخامسة والعشرين والرابعة والأربعين عاماً، ونسبة 29.2% كانت ما بين الخامسة والأربعين والرابعة والستين، ونسبة 16.7% كانت ضمن فئة الخامسة والستين عاماً فما فوق. وتوزع التركيب الجنسي للسكان بنسبة 50.4% ذكور و49.6% إناث.

## أعلام
- هوارد هيل